# Elytropappus
Elytropappus là một chi thực vật có hoa trong họ Cúc (Asteraceae).

## Loài
Chi Elytropappus gồm các loài: